# Shah Jahan
Mirza Shahab-ud-Din Baig Muhammad Khan Khurram (5 tháng 1 năm 1592 – 22 tháng 1 năm 1666), còn được gọi là Shah Jahan I (phát âm tiếng Ba Tư: [ʃɑːh d͡ʒahɑːn];  n.đ. 'Vua của Thế giới'), là Hoàng đế Mogul thứ 5, trị vì từ năm 1628 đến năm 1658. Dưới thời ông trị vì, Đế chế Mogul đã đạt đến đỉnh cao trong thành tựu kiến trúc và văn hóa.
Ông là con trai thứ 3 của Hoàng đế Jahangir (1605–1627), Shah Jahan tham gia vào các chiến dịch quân sự chống lại Rajput xứ Mewar và các Lodi của Deccan. Sau cái chết của Hoàng đế Jahangir vào tháng 10 năm 1627, Shah Jahan đánh bại em út Shahryar Mirza và tự phong làm hoàng đế tại Pháo đài Agra. Ngoài Shahryar, Shah Jahan còn xử tử hầu hết những người tranh giành ngai vàng với mình. Ông đã xây dựng nhiều công trình, bao gồm Pháo đài Đỏ, Nhà thờ Hồi giáo Shah Jahan và Taj Mahal, nơi chôn cất người vợ mà ông yêu quý nhất là Mumtaz Mahal. Về đối ngoại, Shah Jahan chủ trì các chiến dịch xâm lược chống lại các Hồi quốc Deccan, các cuộc xung đột với người Bồ Đào Nha và các cuộc chiến tranh với người Safavid. Ông cũng đàn áp một số cuộc nổi dậy ở địa phương và giải quyết nạn đói Deccan năm 1630–1632 tàn khóc.
Vào tháng 9 năm 1657, Shah Jahan lâm bệnh nên đã bổ nhiệm con trai cả của mình là Dara Shikoh làm người kế vị. Hành động này đã dẫn đến một cuộc khủng hoảng kế vị giữa 3 người con trai của ông, từ đó con trai thứ 3 của Shah Jahan là Aurangzeb (1658–1707) nổi lên và dành chiến thắng, trở thành hoàng đế thứ 6 của Đế chế Mogul, ông ta đã xử tử tất cả những người anh em còn sống của mình, bao gồm cả Thái tử Dara Shikoh. Sau khi Shah Jahan khỏi bệnh vào tháng 7 năm 1658, Aurangzeb đã giam giữ cha mình tại Pháo đài Agra từ tháng 7 năm 1658 cho đến khi ông qua đời vào tháng 1 năm 1666. Ông được an nghỉ bên cạnh vợ mình ở Taj Mahal. Triều đại của ông được biết đến là đã loại bỏ các chính sách tự do do Akbar Đại đế khởi xướng. Trong thời Shah Jahan, các phong trào phục hưng Hồi giáo như Naqshbandi bắt đầu định hình các chính sách của Molgu.

## Xuất thân và cuộc sống đầu đời

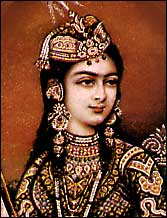
Jagat Gosain, vợ thứ 2 của Hoàng đế Jahangir và mẹ của Hoàng đế Shah Jahan

Shah Jahan sinh ngày 5 tháng 1 năm 1592 tại Lahore, Pakistan ngày nay, là con thứ 9 và con trai thứ 3 của Hoàng tử Salim (sau này được gọi là 'Jahangir' khi lên ngôi) với vợ ông, Jagat Gosain. Cái tên Khurram (tiếng Ba Tư: خرم, có nghĩa là 'vui vẻ') được ông nội của ông là Hoàng đế Akbar, chọn cho Shah Jahan, và hai ông cháu rất thân thiết với nhau. Jahangir nói rằng Akbar rất thích Khurram và thường nói với ông ấy rằng "Không có gì có thể so sánh nó với những đứa con trai khác của ông. Ta coi nó là con trai thực sự của mình."
Khi Khurram được sinh ra, Akbar coi cậu là người tốt lành và nhất quyết yêu cầu vương tôn phải được nuôi dưỡng trong gia đình của ông chứ không phải của Salim và do đó được giao cho Ruqaiya Sultan Begum chăm sóc. Ruqaiya đảm nhận trách nhiệm chính trong việc nuôi dạy Khurram và được cho là đã nuôi dạy Khurram một cách đầy tình cảm. Jahangir lưu ý trong hồi ký của mình rằng Ruqaiya đã yêu con trai mình, Khurram, "nhiều hơn một nghìn lần so với việc cậu ấy là [con trai] của chính cô ấy."
Tuy nhiên, sau cái chết của ông nội Akbar vào năm 1605, ông trở về với sự chăm sóc của mẹ mình là Jagat Gosain, người mà ông vô cùng quan tâm và yêu thương. Mặc dù bị chia cắt từ khi mới sinh ra, ông vẫn hết lòng vì bà và gọi bà là Hazrat trong biên niên sử triều đình. Sau cái chết của Jagat Gosain ở Akbarabad vào ngày 8 tháng 4 năm 1619, Jahangir ghi nhận hoàng tử trẻ không thể nguôi ngoai nỗi buồn và để tang trong 21 ngày. Trong 3 tuần để tang, ông không tham dự vào các cuộc họp công cộng và chỉ ăn chay đơn giản. Phối ngẫu của ông là Mumtaz Mahal đã đích thân giám sát việc phân phát thực phẩm cho người nghèo trong thời kỳ này. Cô dẫn đầu việc đọc Kinh Qur'an mỗi sáng và tâm sự với chồng nhiều bài học về bản chất của sự sống và cái chết và cầu xin ông hãy mau vượt qua sự đau buồn.

### Giáo dục
Khi còn nhỏ, Khurram đã nhận được một nền giáo dục rộng rãi phù hợp với địa vị hoàng tử của Đế chế Molgu của mình, bao gồm việc rèn luyện võ thuật và tiếp xúc với nhiều loại hình nghệ thuật văn hóa, như thơ ca và âm nhạc, theo các biên niên sử triều đình, hầu hết trong số đó đã được Jahangir lưu ý. Theo biên niên sử Qazvini của ông, hoàng tử Khurram chỉ quen thuộc với một vài từ tiếng Turki và tỏ ra ít quan tâm đến việc học ngôn ngữ này khi còn nhỏ. Khurram bị văn học Hindi thu hút từ khi còn bé, và những chữ cái Hindi của ông đã được nhắc đến trong tiểu sử của cha ông, Tuzuk-e-Jahangiri. Năm 1605, khi Akbar nằm trên giường bệnh, Khurram, lúc này mới 13 tuổi, vẫn ở bên giường bệnh và không rời đi ngay cả khi mẹ của ông đã cố gắng làm như thế. Với thời điểm bất ổn về mặt chính trị ngay trước cái chết của Akbar, Khurram gặp khá nhiều nguy hiểm về thể chất trước các đối thủ chính trị của cha mình. Cuối cùng ông được lệnh trở về nơi ở của mình bởi những người phụ nữ lớn tuổi trong gia đình ông nội của ông, cụ thể là Salima Sultan Begum và bà ngoại Mariam-uz-Zamani khi sức khỏe của Akbar ngày càng xấu đi.

### Cuộc nổi loạn Khusrau
Năm 1605, cha của ông kế vị ngai vàng Đế chế Mogul, sau khi dẹp tan cuộc nổi loạn của Hoàng tử Khusrau – Khurram vẫn tránh xa chính trị triều đình và những âm mưu ngay sau sự kiện đó. Khurram rời bỏ sự chăm sóc của Ruqaiya và trở về với mẹ ông. Là con trai thứ ba, Khurram không thách thức hai khối quyền lực lớn lúc bấy giờ là cha và anh trai cùng cha khác mẹ của mình; do đó, ông được hưởng những lợi ích từ sự bảo vệ và sự xa hoa của hoàng gia trong khi được phép tiếp tục học tập. Khoảng thời gian tương đối yên tĩnh và ổn định này của cuộc đời ông đã cho phép Khurram xây dựng cơ sở hỗ trợ của riêng mình trong triều đình Mogul, điều này sẽ hữu ích sau này trong cuộc đời ông.
Jahangir giao cho Khurram canh giữ cung điện và kho bạc trong khi truy đuổi Khusrau. Sau đó ông được lệnh hộ tống Mariam-uz-Zamani, bà của ông và hậu cung của Jahangir đến cho cha.
Trong cuộc nổi dậy lần thứ hai của Khusrau, những người cung cấp thông tin cho Khurram đã thông báo cho ông ta về Fatehullah, Nuruddin và Muhammad Sharif đã tập hợp khoảng 500 người theo sự xúi giục của Khusrau và chờ đợi Hoàng đế. Khurram chuyển thông tin này đến Jahangir và hoàng đế đã khen ngợi tinh thần nhanh nhạy của ông.
Jahangir đã đem Khurram đi cân vàng, bạc và của cải khác tại dinh thự của ông ở Orta.

### Nur Jahan

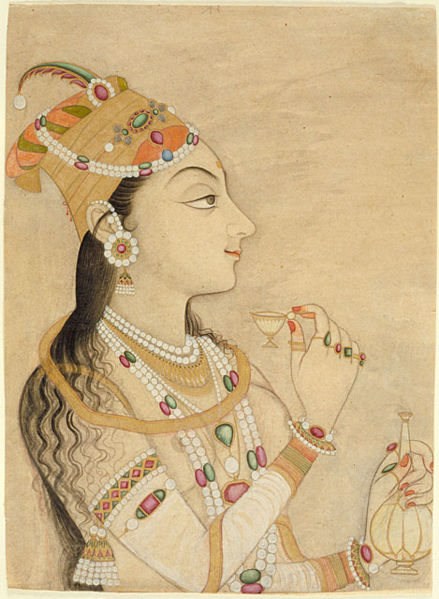
Nur Jahan, vợ thứ 20 của Hoàng đế Jahangir và cũng là hoàng hậu của Đế chế Mogul

Do căng thẳng kéo dài giữa Hoàng đế Jahangir và người con trai cả là hoàng tử Khusrau Mirza, Khurram bắt đầu gần gũi với cha mình hơn, và theo thời gian, bắt đầu được các biên niên sử triều đình coi ông là người thừa kế trên thực tế của Đế chế Mogul. Địa vị này được chính thức phê chuẩn khi Jahangir trao sarkar của Hissar-Feroza, nơi theo truyền thống là thái ấp của người thừa kế, cho Khurram vào năm 1608.
Nur Jahan sau khi trở thành người vợ thứ 20 của Jahangir vào năm 1611, bà đã trở thành người tham gia tích cực vào mọi quyết định do Jahangir đưa ra và có được quyền lực cực lớn trong việc điều hành, đến mức mọi người cả trong và ngoài đều thấy rõ rằng hầu hết các quyết định của hoàng đế đều đến từ mong muốn và ý định của Nur Jahan. Trong khi Jahangir ngày càng say mê rượu và thuốc phiện, Nur Jahan lại được coi là người có quyền lực thực sự đằng sau ngai vàng. Những người thân gần gũi và thân yêu của bà đã giành được những vị trí quan trọng trong triều đình Mogul, được các nhà sử học gọi là chính quyền Nur Jahan. Khurram thường xuyên xung đột với mẹ kế của mình, Nur Jahan, người đã ủng hộ con rể của bà là Shahryar Mirza để kế vị ngai vàng Mogul.
Trong những năm cuối đời của Jahangir, Nur Jahan nắm toàn quyền và hoàng đế đã giao lại mọi gánh nặng cai trị cho bà. Bà cố gắng làm suy yếu vị trí của Khurram trong triều đình Mogul bằng cách cử ông tham gia các chiến dịch xa tận Deccan trong khi đảm bảo rằng con rể của bà sẽ được ban cho một số ân huệ. Khurram sau khi nhận thấy mối nguy hiểm đe dọa đến địa vị người thừa kế của mình đã nổi dậy chống lại cha mình vào năm 1622 nhưng không thành công và cuối cùng mất đi sự sủng ái của cha mình. Vài năm trước cái chết của Jahangir vào năm 1627, những đồng xu bắt đầu được đúc có tên là Nur Jahan cùng với tên của Jahangir; Trên thực tế, có hai đặc quyền về chủ quyền đảm bảo tính hợp pháp của một chế độ quân chủ Hồi giáo (đọc Khutbah và đặc quyền còn lại là quyền đúc tiền xu).
Sau cái chết của Jahangir vào năm 1627, Khurram và người anh cùng cha khác mẹ của ông là Shahryar Mirza đã đánh nhau để giành quyền kế vị ngai vàng Mogul. Khurram giành chiến thắng trong cuộc chiến kế vị và trở thành Hoàng đế Mogul thứ năm. Nur Jahan sau đó bị tước quyền hoàng gia, các đặc quyền và trợ cấp kinh tế, đồng thời bị quản thúc tại gia theo lệnh của Khurram và sống một cuộc sống bình lặng cho đến khi qua đời.

## Hôn nhân

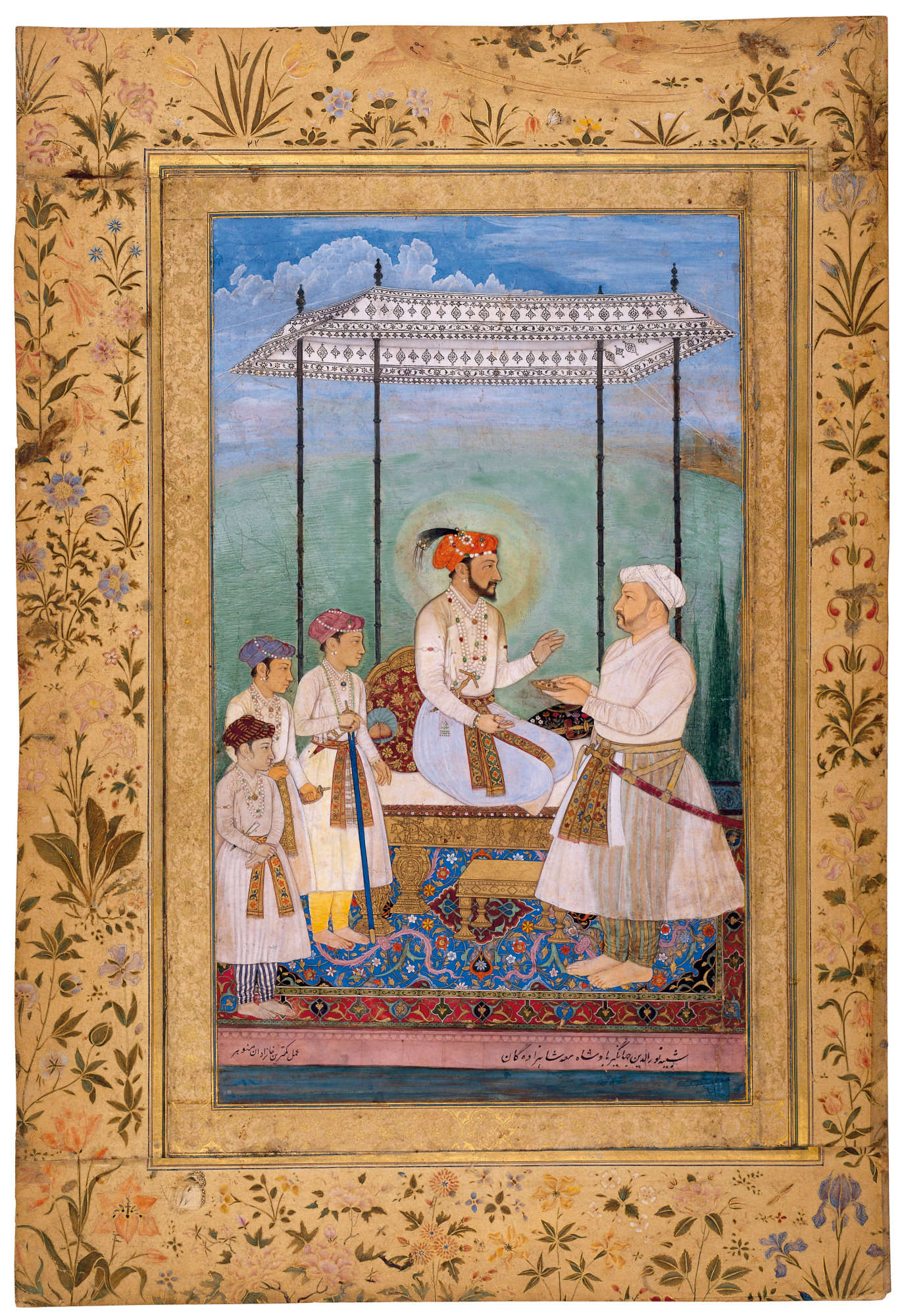
Shah Jahan, cùng với ba con trai: Dara Shikoh, Shah Shuja và Aurangzeb, và ông ngoại của họ Asaf Khan IV

Năm 1607, Khurram đính hôn với Arjumand Banu Begum (1593–1631), còn được gọi là Mumtaz Mahal (tiếng Ba Tư có nghĩa là "người được chọn của Cung điện"). Họ đính hôn vào khoảng năm họ 14 và 15 tuổi và 5 năm sau họ kết hôn. Cô gái trẻ thuộc một gia đình quý tộc Ba Tư lừng lẫy đã phục vụ các hoàng đế Mogul kể từ triều đại Akbar. Tộc trưởng của gia đình là Mirza Ghiyas Beg, người còn được biết đến với danh hiệu I'timād-ud-Daulah hay "Trụ cột của Nhà nước". Ông từng là bộ trưởng tài chính của Jahangir và con trai ông, Asaf Khan - cha của Arjumand Banu - đóng một vai trò quan trọng trong triều đình Mogul, cuối cùng giữ chức Tể tướng. Dì của bà là Mehr-un-Nissa sau này trở thành Hoàng hậu Nur Jahan, vợ chính của Hoàng đế Jahangir.
Hoàng tử sẽ phải đợi 5 năm trước khi kết hôn vào năm 1612 (1021 AH), vào ngày được các nhà chiêm tinh của triều đình chọn là có lợi nhất để đảm bảo một cuộc hôn nhân hạnh phúc. Đây là một cuộc đính hôn kéo dài bất thường vào thời điểm đó. Tuy nhiên, Shah Jahan lần đầu kết hôn với Công chúa Kandahari Begum, con gái của chắt trai của Shah Ismail I của Ba Tư, và có với nhau một cô con gái và cũng là đứa con lớn nhất của ông.
Năm 1612, ở tuổi 20, Khurram kết hôn với Mumtaz Mahal, vào một ngày do các nhà chiêm tinh của triều đình chọn. Cuộc hôn nhân hạnh phúc và họ có 14 người con, trong đó có 7 người sống sót đến tuổi trưởng thành.
Mặc dù giữa hai người có tình yêu đích thực, Arjumand Banu Begum là một phụ nữ sắc sảo về mặt chính trị và từng là cố vấn và người bạn tâm giao quan trọng của chồng mình. Sau này, với tư cách là hoàng hậu, Mumtaz Mahal nắm giữ quyền lực to lớn, chẳng hạn như được chồng tham khảo ý kiến trong các vấn đề quốc gia, tham dự hội đồng (shura hoặc diwan), và chịu trách nhiệm về con dấu của hoàng gia, cho phép bà xem xét các văn bản chính thức trong bản nháp cuối cùng. Shah Jahan cũng trao cho cô quyền ra lệnh của riêng mình (hukum hoặc Firman) và đặt lịch hẹn.

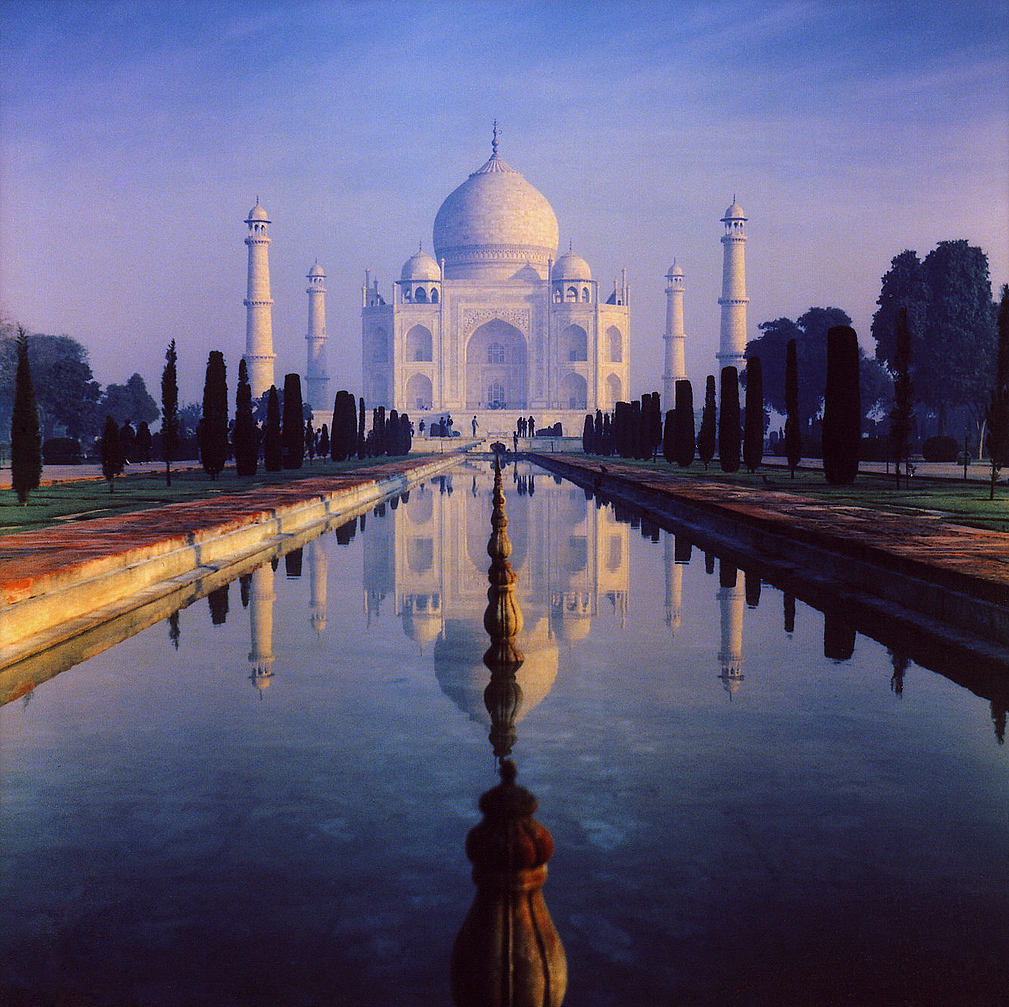
Taj Mahal, nơi chôn cất Shah Jahan và vợ ông Mumtaz Mahal

Mumtaz Mahal qua đời ở tuổi 38 (7 tháng 6 năm 1631), sau khi sinh Gauhar Ara Begum ở Burhanpur, do xuất huyết sau sinh, gây mất máu đáng kể sau ba mươi giờ chuyển dạ đau đớn. Các nhà sử học đương thời lưu ý rằng Công chúa Jahanara, 17 tuổi, quá đau khổ trước nỗi đau của mẹ mình đến mức bắt đầu phân phát đá quý cho người nghèo, hy vọng các vị thần sẽ phù hộ cho mẹ mình, trong khi đó Hoàng đế Shah Jahan được ghi nhận là "tê liệt vì đau buồn" và đã khóc. Thi thể của hoàng hậu được chôn cất tạm thời trong một khu vườn có tường bao quanh được gọi là Zainabad, ban đầu được xây dựng bởi chú của Shah Jahan là Hoàng tử Daniyal dọc theo sông Tapti. Cái chết của bà có tác động sâu sắc đến tính cách của Shah Jahan và truyền cảm hứng cho việc xây dựng Taj Mahal, nơi bà sau đó được cải táng.
Khurram đã lấy những người vợ khác, trong số đó có Kandahari Begum (m. 28 tháng 10 năm 1610) và Izz-un-Nissa (2 tháng 9 năm 1617), con gái của Muzaffar Husain Mirza Safawi và Shahnawaz Khan, con trai của Abdul Rahim Khan-i-Khanan. Nhưng theo biên niên sử triều đình, những cuộc hôn nhân này không được tính đến về mặt chính trị và họ chỉ được hưởng địa vị hoàng gia.
Khurram cũng được ghi nhận là đã kết hôn với người em họ cùng cha khác mẹ của mình, Lilavati Bai, con gái của Sakat Singh Rathore ở Kharwa. Cuộc hôn nhân diễn ra khi Khurram đang nổi dậy chống lại cha mình, Jahangir.

### Cáo buộc loạn luân
François Bernier, một thầy thuốc người Pháp đến thăm Ấn Độ từ năm 1659 đến năm 1668, đã ghi lại rằng mối quan hệ của Hoàng đế Shah Jahan với con gái của ông là Jahanara Begum, đã vượt quá sự đoan trang cơ bản vì người ta đồn rằng họ đang có quan hệ loạn luân. Những tuyên bố tương tự như vậy cũng được Joannes de Laet, Peter Mundy và Jean-Baptiste Tavernier đưa ra. Dựa trên điều này, Nhà sử học Vincent Arthur Smith cũng lập luận về điều tương tự. Nhưng sử gia B P Saksena cho thấy rằng không có bằng chứng nào chứng minh cho tuyên bố đó. Niccolao Manucci, người cùng thời với Bernier, đã bác bỏ chuyện loạn luân giữa Shah Jahan và con gái của ông:
Cô ấy [Jahanara] đã phục vụ cha mình với tình yêu và sự siêng năng lớn nhất để Shah Jahan chấp nhận lời cho mình [kết hôn]. Chính vì lý do này mà dân chúng đã ám chỉ rằng cô đã loạn luân với cha mình, và điều này đã tạo cơ hội cho ông Bernier viết nhiều điều về cô công chúa này, hoàn toàn dựa trên lời nói của những kẻ thấp hèn.
Hơn nữa Manucci cũng nói rằng những gì Bernier viết cũng không đúng sự thật. Như Nhà sử học K. S. Lal khẳng định, tin đồn được nuôi dưỡng bởi ác ý của các cận thần và phán quyết của Mawlānā. Hoàng đế Aurangzeb giam giữ Jahanara trong Pháo đài Agra cùng với tù nhân Hoàng gia. Tất cả những tình tiết này đều cho thấy Aurangzeb có liên quan đến việc phóng đại tin đồn thành một vụ bê bối chính thức. Ngay từ đầu mối quan hệ giữa Dara và Aurangzeb đã không thân mật và Jahanara là một người theo đảng phái của Dara. Trong cuộc chiến tranh Kế vị, các quý tộc và cận thần đã chia thành hai phe để ủng hộ hai hoàng tử. Khi Aurangzeb giành được ngai vàng, số lượng người ủng hộ ông tăng lên. Mawlānā cũng thân thiết với Aurangzeb. Do đó, có thể với phán quyết của Mawlānā, Aurengzeb đang tìm cách phá hủy hình ảnh của cả cha mình là Shah Jahan và chị gái cùng cha khác mẹ của mình là Jahanara cùng một lúc.

## Các chiến dịch quân sự ban đầu

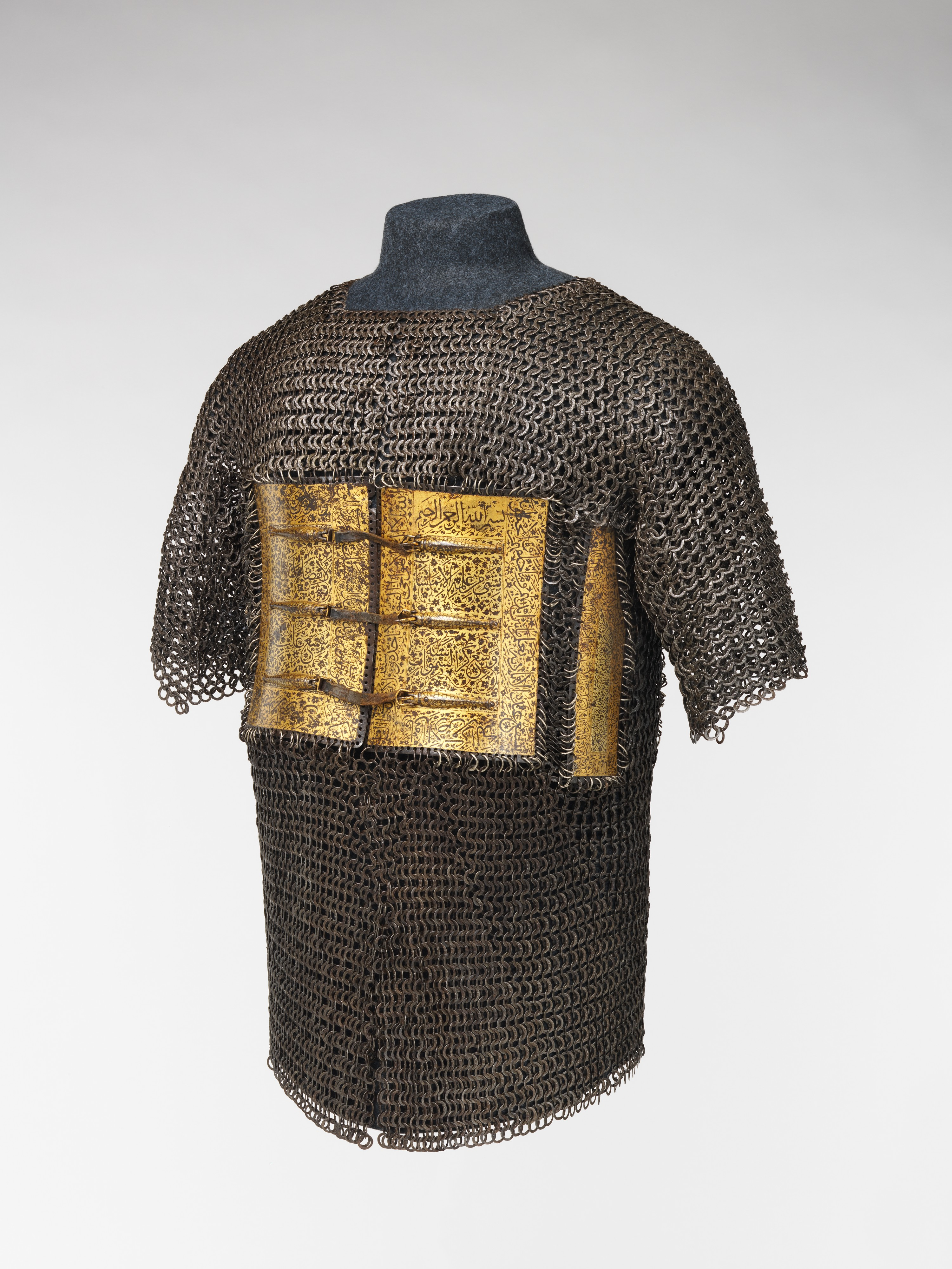
Áo giáp cá nhân của Shah Jahan 1632-1633

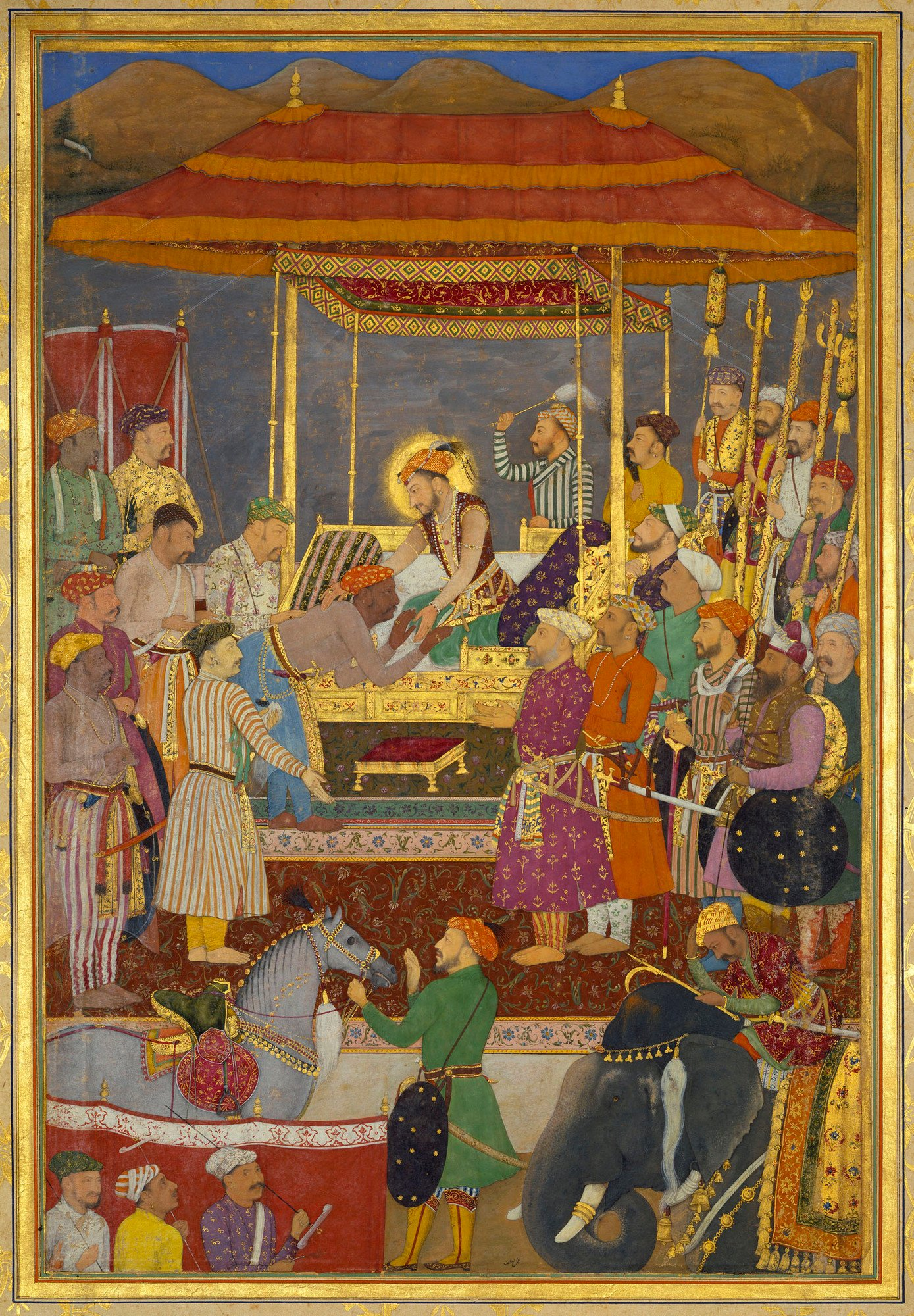
Sự khuất phục của Rana Amar Singh xứ Mewar trước Hoàng tử Khurram, Tuzk-e-Jahangiri.

Hoàng tử Khurram thể hiện tài năng quân sự phi thường. Cơ hội đầu tiên để Khurram kiểm tra tài năng quân sự của mình là trong chiến dịch Mogul chống lại Nhà nước Rajput của Mewar, vốn là thế lực thù địch với đế chế Mogul kể từ triều đại của Akbar Đại đế.
Sau 1 năm chiến tranh tiêu hao đầy khắc nghiệt, Rana Amar Singh I đầu hàng có điều kiện trước quân đội Mogul và trở thành một nước chư hầu của Đế quốc Mogul. Năm 1615, Khurram giới thiệu Kunwar Karan Singh, người thừa kế của Amar Singh cho Jahangir. Khurram được cử đến để tỏ lòng kính trọng với mẹ và mẹ kế của mình và sau đó được Jahangir ban thưởng. Cùng năm đó, mansab của ông tăng từ 12000/6000 lên 15000/7000, ngang bằng với anh trai ông là Parvez và tiếp tục tăng lên 20000/10000 vào năm 1616.
Năm 1616, khi Khurram khởi hành tới Deccan, Jahangir đã trao cho ông danh hiệu Shah Sultan Khurram.
Năm 1617, Khurram được ban quyền chỉ đạo quân đội đối phó với Lodi ở Deccan để bảo đảm biên giới phía Nam của Đế quốc và khôi phục quyền kiểm soát của đế quốc đối với khu vực này. Khi trở về vào năm 1617, sau những thành công trong các chiến dịch này, Khurram đã thực hiện koronush trước Jahangir, hoàng đế đã đã gọi ông đến jharoka và đứng dậy khỏi chỗ ngồi để ôm lấy ông. Jahangir cũng phong cho ông danh hiệu Shah Jahan (tiếng Ba Tư: "Vua của thế giới") và nâng cấp bậc quân hàm của ông lên 30000/20000 và trao cho ông một ngai vàng đặc biệt ở Durbar, một vinh dự chưa từng có đối với một hoàng tử. Edward S. Holden viết, "Ông ấy được một số người tâng bốc, bị những người khác ghen tị, không được ai yêu mến."
Năm 1618, Shah Jahan được cha tặng cho bản sao đầu tiên của Jahangirnameh, người coi ông là "đứa con trai đầu tiên của tôi về mọi mặt."